# Куайоль
Куайо́ль (фр. Coyolles) — коммуна во Франции, находится в регионе Пикардия. Департамент коммуны — Эна. Входит в состав кантона Вилле-Котре. Округ коммуны — Суассон.
Код INSEE коммуны — 02232.

## Население
Население коммуны на 2010 год составляло 388 человек.
| 1962 | 1968 | 1975 | 1982 | 1990 | 1999 | 2010 |
| ---- | ---- | ---- | ---- | ---- | ---- | ---- |
| 226  | 212  | 212  | 323  | 370  | 359  | 388  |

## Экономика
В 2010 году среди 319 человек трудоспособного возраста (15—64 лет) 163 были экономически активными, 156 — неактивными (показатель активности — 51,1 %, в 1999 году было 79,6 %). Из 163 активных жителей работали 151 человек (89 мужчин и 62 женщины), безработных было 12 (6 мужчин и 6 женщин). Среди 156 неактивных 28 человек были учениками или студентами, 13 — пенсионерами, 115 были неактивными по другим причинам.